# Francisco Vázquez Vázquez
Francisco José «Paco» Vázquez Vázquez (La Coruña, 9 de abril de 1946) es un político e inspector de trabajo español, que ha sido alcalde de La Coruña, diputado, senador y presidente de la Federación Española de Municipios y Provincias. De febrero de 2006 a abril de 2011 fue embajador de España ante la Santa Sede.

## Biografía
Hijo de asturiano y brigantina, estudió el bachillerato en el colegio de los Hermanos Maristas de La Coruña entre cuyos profesores tuvo a José Domínguez Villaverde y donde tuvo como compañero de pupitre a Augusto César Lendoiro. Estudió Derecho en Madrid donde residió en el Colegio Mayor San Pablo, posteriormente regresó a su ciudad natal, mediados los años 1970, y entró en contacto con los socialistas. Es doctor en Derecho.
En 1975 ingresó en el PSOE y en la UGT, ambos por entonces clandestinos. En el congreso constituyente del PSOE en Galicia celebrado en febrero de 1977, antes de la legalidad, fue elegido primer secretario general de los socialistas gallegos, encabezando la primera ejecutiva del partido en Galicia y formando parte del comité federal del PSOE. Ha ocupado en tres ocasiones diferentes el cargo de secretario general del Partido Socialista de Galicia y fue candidato a la presidencia de la Junta de Galicia en las primeras elecciones autonómicas.
Ha encabezado la candidatura al Congreso de los Diputados por la provincia de La Coruña desde las primeras elecciones democráticas y ha sido elegido diputado en todos los comicios: 1977, 1979, 1982, 1986, 1989, 1993 y 1996, siendo desde 1977 hasta el año 2000 ininterrumpidamente cabeza de lista por la misma circunscripción. Ha intervenido en los trabajos de elaboración de la Constitución Española y del Estatuto de Autonomía de Galicia de 1981, defendiendo este último en el pleno del Congreso. En las elecciones de 2000 fue elegido senador.
Ocupó el cargo de alcalde de La Coruña desde el 23 de mayo de 1983 hasta 2006 por mayoría absoluta y ha sido presidente de la Federación Española de Municipios y Provincias desde 1991 a 1995 y también vicepresidente, en varias ocasiones. Desde 2003 hasta su nombramiento como embajador volvió a ocupar la presidencia.
De la etapa como alcalde de su ciudad natal cabe destacar su papel decisivo en la realización del paseo marítimo, la mejora del aeropuerto de Alvedro, la creación de la Universidad de La Coruña, la puesta en marcha de la obra del puerto exterior, y su actuación en el terreno de la educación y la cultura, significándose la Orquesta Sinfónica de Galicia (OSG) y los Museos Científicos Coruñeses. También es conocida su preferencia por el topónimo en castellano de "La Coruña". Gran coleccionista y aficionado a los cómics, contribuyó personalmente al fomento de este medio con la organización anual del Salón del Cómic de La Coruña.
La gestión urbanística en la etapa de Francisco Vázquez como alcalde de La Coruña ha tenido consecuencias millonarias para las arcas municipales. Fruto de resoluciones judiciales, los casos de mayor relevancia suman por el momento 43 millones de euros: la recalificación del suelo en Someso expropiado para un campo de fútbol y una carretera, la licencia ilegal del edificio Fenosa, los bloques de pisos frustrados en el Agra de San Amaro frente a la Torre de Hércules y, según la última decisión judicial conocida, las discrepancias en la valoración de los terrenos para el desarrollo del plan especial del castro de Elviña.
En 2014 se dio de baja como militante del PSOE por discrepancia con la línea del partido argumentando que pone en entredicho la Constitución y la transición democrática. Rechaza la Ley de Memoria Histórica, aprobada durante el mandato de José Luis Rodríguez Zapatero, que, en su opinión, ha producido una ruptura del pilar de la transición que fue la reconciliación entre todos los españoles, así como la recuperación del anticlericalismo del siglo XIX. También manifestó su discrepancia de la posición del PSOE en la reforma del Estatuto de Autonomía de Cataluña (2006), considerando que abrió la puerta a la secesión, y critica el abandono por el partido del espacio de centro-izquierda de la socialdemocracia y su escoramiento hacia la izquierda radical, al situarse en vanguardia de todos los planteamientos en costumbres y haber perdido el norte de su ideología, dejando al margen los planteamientos sociales.

## Ideología
Según la opinión del historiador nacionalista gallego Xosé Manuel Núñez Seixas, Vázquez es un representante de la minoría dentro de la izquierda española defensora de aproximaciones historicistas y esencialistas a España, una «realidad histórica» que estaría legitimada frente a los nacionalismos periféricos, si bien a estos nacionalismos no los califica como esencialistas ni historicistas
Político socialista, se declara católico practicante y aunque se confiesa republicano aplaudió en numerosas ocasiones la labor del rey Juan Carlos I, manteniendo así una ambigüedad política. Ha sido considerado en ocasiones díscolo por sus opiniones independientes, y contrarias a la línea oficial actual de su expartido.Contrario al nacionalismo gallego, no dejó de abrigar esperanzas de trasladar la capitalidad gallega a su ciudad. Famoso por la defensa de la cooficialidad del topónimo castellano de la ciudad "La Coruña" junto con el gallego "A Coruña". Llegó a acusar al PSOE de "anticlericalismo decimonónico". También criticó que el PSOE «coge siempre las banderas 'frikis: las de los antisistema, los okupas, los indignados».Francisco Vázquez se definió a sí mismo como "socialdemócrata, católico y españolista".

## Condecoraciones

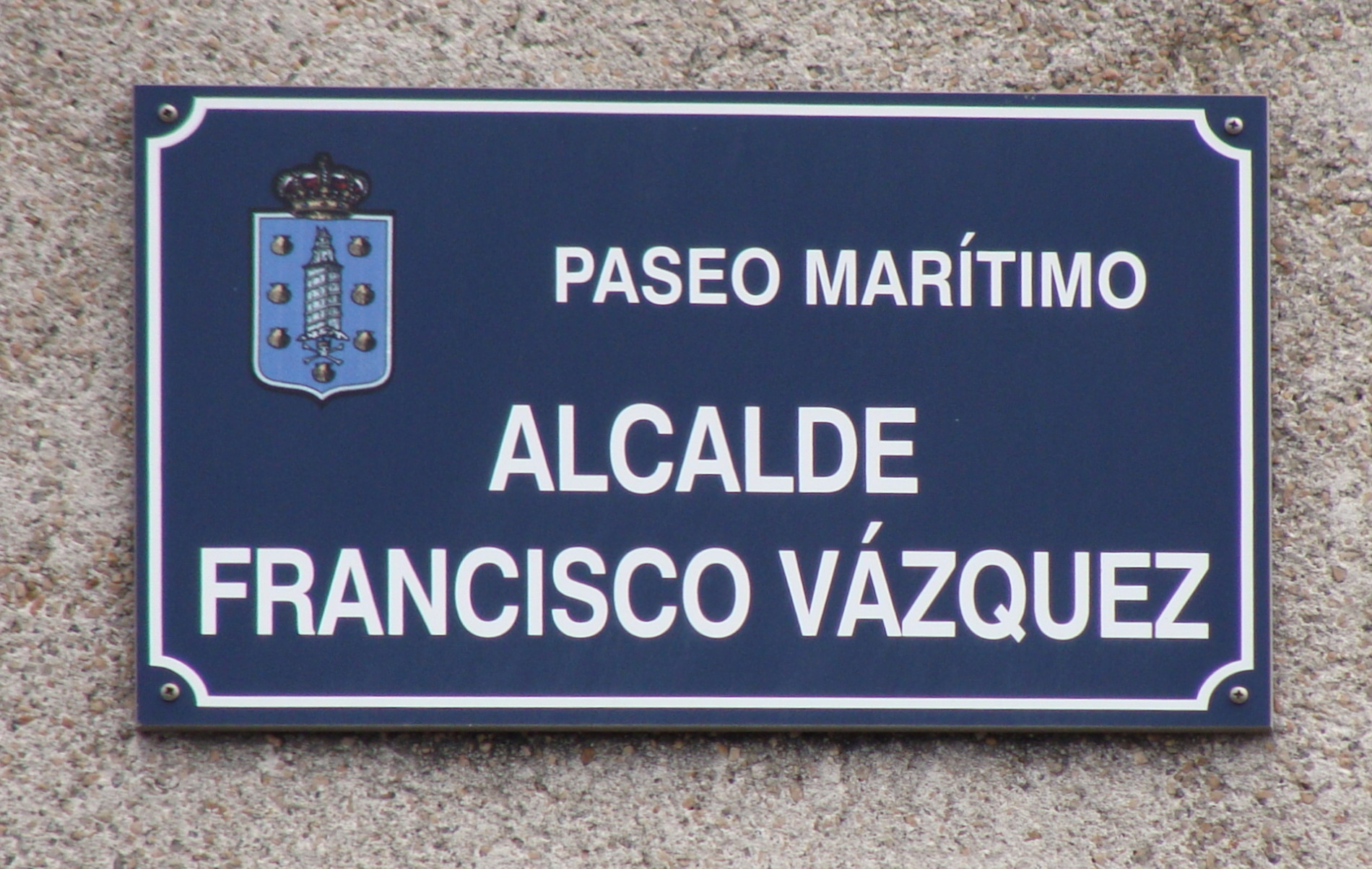
Paseo marítimo de La Coruña.

Ha sido condecorado, entre otras, con:
- Premio Mariano de Cavia.
- Académico de Honor de la Academia Gallega e Jurisprudencia y Legislativa.
- Caballero gran cruz de la Orden de Pío IX.
- Caballero de la Orden del Imperio Británico.[1]
- Caballero gran cruz de la Orden de Isabel la Católica.
- Gran cruz de la Orden de Malta.
- Caballero gran cruz de la Sagrada Orden Militar Constantiniana de San Jorge.
- Gran cruz Fidélitas.
- Gran cruz de la Orden del Mérito Civil.
- Gran cruz de la Orden de Alfonso X el Sabio.[12]
- Gran cruz del Mérito Militar.
- Gran cruz del Mérito Naval.
- Orden del Mérito Constitucional.
- Gran cruz de la Orden Real del Príncipe Danilo I (Montenegro).
- Medalla de Oro de La Coruña.
- Gran maestre de honor de la Orden de Caballeros de María Pita.
- Premio Fernández Latorre
- Hijo Predilecto de La Coruña.